# لانگن (هسن)
شهر لانگن (به آلمانی: Langen) در ایالت هسن در کشور آلمان واقع شده‌است.